# MDN Web Docs

Logo

MDN Web Docs (ang. MDN dokumentacja sieci Web) – oficjalna strona dokumentacji Mozilli dla programistów stron i aplikacji internetowych oraz źródło najnowszych informacji na temat Firefoksa, Thunderbirda i innych aplikacji Fundacji Mozilla. Strona została oparta na oprogramowaniu MediaWiki, aby każdy użytkownik/czytelnik miał możliwość wsparcia MDC dodatkową wiedzą.
Liderem projektu do niedawna była Deb Richardson, pracownik Mozilla Corporation. Aktualnie opiekunem projektu jest Eric Shepherd.
MDC posiada grupę newsową oraz własny kanał IRC (#devmo).

## Zawartość
Z założenia MDC ma w jednym miejscu gromadzić dużą liczbę artykułów, kursów, przewodników i dokumentacji dla programistów. Pomimo tego, że serwis powstaje z ręki programistów Mozilli, nie zakłada on działania i wspierania tylko własnych produktów. Od 2020 roku dokumentacja MDN jest dostępna w serwisie GitHub, gdzie każdy programista może dodawać poprawki. Na stronie głównej zostały wymienione i podzielone według kategorii technologie, opisywane w serwisie. MDC zawiera sporą bazę artykułów na m.in. na temat: HTML, CSS, DOM, JavaScript, RDF, RSS, SVG, XBL, XForms, XPath, XSLT, XUL. Dodatkowo w serwisie znajduje się wiele artykułów na temat samej Mozilli, jej lokalizacji i możliwościach, jakie ona oferuje.
Zawartość MDN jest udostępniona na licencji Creative Commons CC-BY-SA 2.5, natomiast przykłady kodu są udostępnione na licencji CC0.

## Historia
Projekt Mozilla Developer Center powstał na początku 2005 roku. W pierwszym okresie istnienia MDC nosił nazwę Devmo, skrót od developer.mozilla.org. Później zmienił nazwę na Mozilla Developer Network (MDN), aby ostatecznie zmienić na MDN Web Docs ponieważ nie była do końca trafna. Skrót MDN został ponieważ skrót zdążył już się utrwalić w społeczności programistów.